# 유성 양순 내파음
유성 양순 내파음(有聲兩脣內破音)은 자음의 하나로 위아래 입술을 사용하여 조음하는 유성 내파음이다.
이 소리를 나타내는 국제 음성 알파벳의 기호는 ⟨ɓ⟩이고 이에 해당하는 X-SAMPA 기호는 b_<이다.

## 발음의 예
- 하우사어: ɓ에서 이 소리가 난다.
- 베트남어, 줄루어, 쇼나어, 유카텍 마야어: b에서 이 소리가 난다.
- 신드어: ٻ에서 이 소리가 난다.
- 크메르어: ប와 ប៊의 첫소리에서 이 소리가 난다.
- 표준 좡어: mb에서 이 소리가 난다.

## 한글 표기
해당 발음이 존재하는 베트남어에서는 'ㅂ'으로 적는다.

## 같이 보기
- 무성 양순 내파음